# 72 (число)
72 (сімдеся́т два) — натуральне число між  71 та  73.

## У релігії
В юдаїзмі є поняття 72 імені Бога.

## У науці
- Атомний номер  гафнію

## В інших областях
- 72 рік, 72 рік до н. е., 1972 рік
- ASCII-код символу «H»
- 72 —  Код суб'єкта Російської Федерації і Код ГИБДД-ДАІ  Тюменської області.
- Правило 72 у фінансах — приблизна оцінка терміну, протягом якого величина подвоїться при зростанні з відсоток ом.